# Bedia
Bedia és un municipi de Biscaia, a la comarca d'Arratia-Nerbion.